# Новий вид зв'язку
«Новий вид зв'язку» (англ. Party Line) — науково-фантастичне оповідання Кліффорда Сімака, вперше опубліковане журналом «Destinies» 1978 року.

## Сюжет
Уряд фінансує проект по знаходженню телепатів здатних спілкуватись з позаземними розумами, щоб отримати від них інформацію про перспективні технології.
На це здатні всього декілька осіб на Землі, і тільки один з них є науковцем.
Отримання корисної інформації ускладнене:
- відсутністю освіти у більшості телепатів,
- відмінністю позаземного образу мислення та
- набором тем, що інопланетяни згідні обговорювати: земна економіка, використання медикаментів, роздуми про кінець всесвіту.